# Palais Drechsler
Le palais Drechsler (en hongrois : Drechsler-palota) ou Institut de ballet (Balettintézet) est un édifice situé dans le 6e arrondissement de Budapest.